# Pyxicephalus edulis
Espèce
Synonymes
- Maltzania bufonia Boettger, 1881
- Phrynopsis boulengerii Pfeffer, 1893
- Pyxicephalus flavigula Calabresi, 1916
- Phrynopsis usambarae Ahl, 1924
- Rana reiensis Monard, 1951

Statut de conservation UICN

 LC  : Préoccupation mineure
Pyxicephalus edulis est une espèce d'amphibiens de la famille des Pyxicephalidae.

## Répartition
Cette espèce est endémique de l'Afrique. Elle se rencontre jusqu'à 1 500 m d'altitude en Afrique du Sud, au Bénin, au Botswana, au Cameroun, en Gambie, au Kenya, au Malawi, en Mauritanie, au Mozambique, au Nigeria, au Sénégal, en Somalie, au Swaziland, en Tanzanie, au Zambie et au Zimbabwe,.

## Description
Pyxicephalus edulis mesure de 83 à 120 mm pour les mâles et de 85 à 110 mm pour les femelles (pour un poids équivalent à la moitié de celui des mâles). Son dos est verdâtre pour les mâles et plutôt brun olive pour les femelles. Son ventre est blanc ou crème. Les mâles présentent une gorge jaune intense et certains individus ont le ventre entièrement jaune. Les reproducteurs sont pigmentés de foncé.

## Publication originale
- Peters, 1854 : Diagnosen neuer Batrachier, welche zusammen mit der früher (24. Juli und 17. August) gegebenen Übersicht der Schlangen und Eidechsen mitgetheilt werden. Bericht über die zur Bekanntmachung geeigneten Verhandlungen der Königlich preussischen Akademie der Wissenschaften zu Berlin, vol. 1854, p. 614-628 (texte intégral).

## Galerie

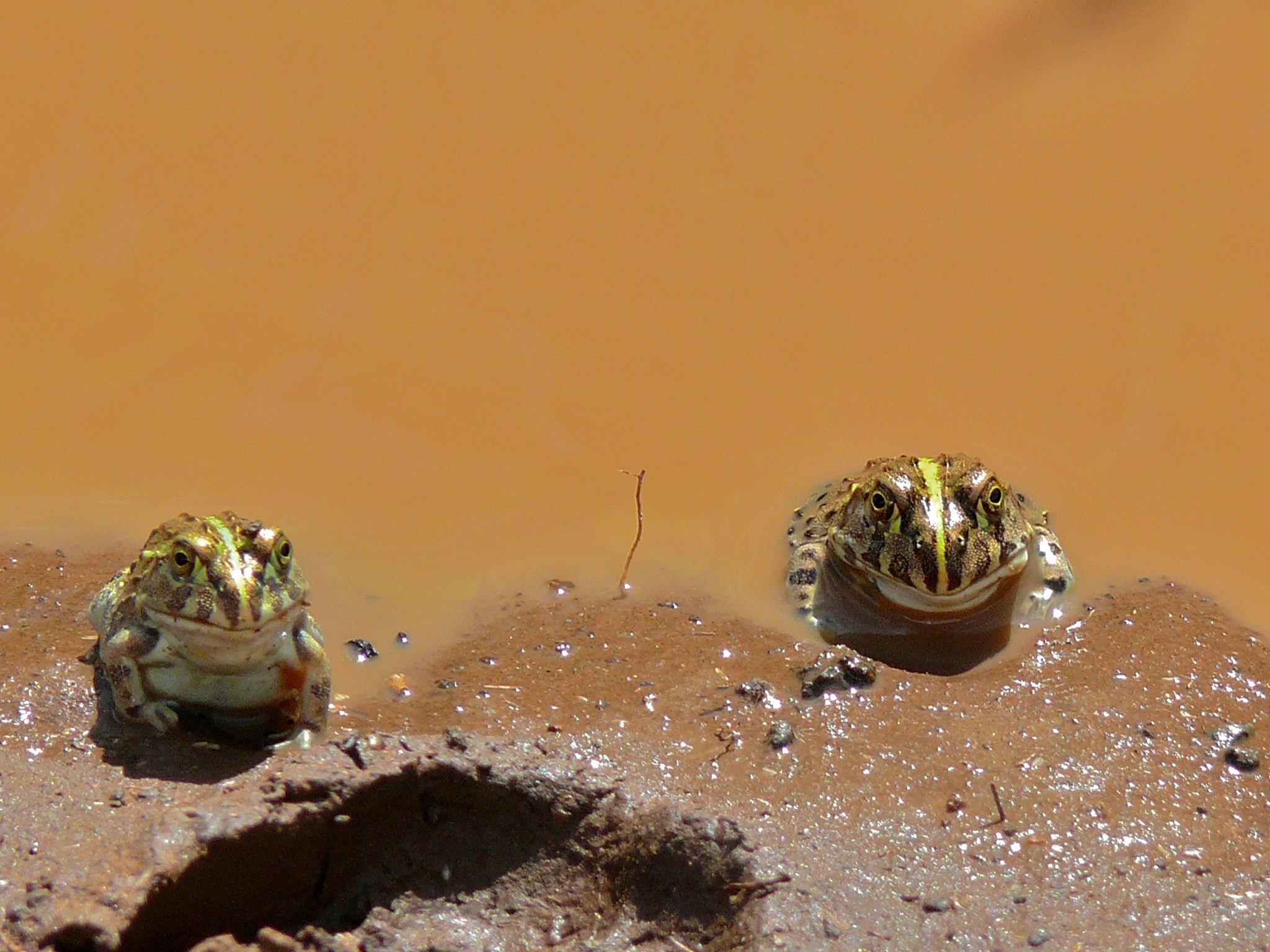
Juvéniles (Parc national Kruger, Afrique du Sud)
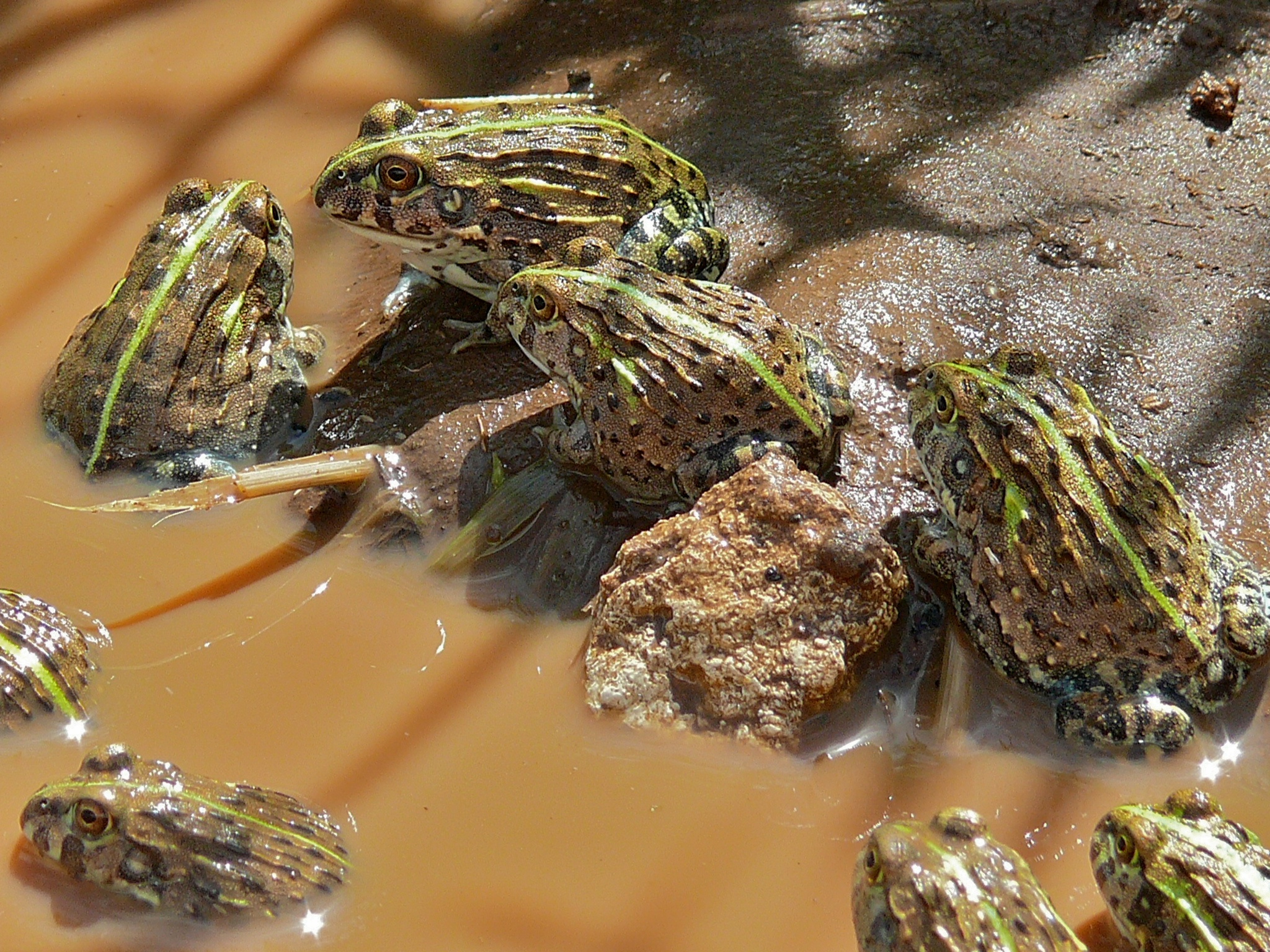
Juvéniles (Parc national Kruger, Afrique du Sud)